# Папенхајм
Папенхајм (њем. Pappenheim) град је у њемачкој савезној држави Баварска. Једно је од 27 општинских средишта округа Вајсенбург-Гунценхаузен. Према процјени из 2010. у граду је живјело 4.132 становника. Посједује регионалну шифру (AGS) 9577158.

## Географски и демографски подаци
Папенхајм се налази у савезној држави Баварска у округу Вајсенбург-Гунценхаузен. Град се налази на надморској висини од 405 метара. Површина општине износи 64,3 km². У самом граду је, према процјени из 2010. године, живјело 4.132 становника. Просјечна густина становништва износи 64 становника/km².

## Међународна сарадња
| Мјесто       | Држава    | Врста сарадње | Од    |
| ------------ | --------- | ------------- | ----- |
| Кусак Бонвал | Француска | партнерство   | 1987. |
| Извор        |           |               |       |